# こりゃめでてーな
こりゃめでてーなは、日本のお笑いコンビ。吉本興業東京本社所属。NSC東京校8期出身。

## メンバー
- 大江 健次（おおえ けんじ、1979年4月3日（46歳）[1] - ）ボケ・ネタ作り担当

埼玉県蕨市出身。身長178cm、体重88㎏。血液型B型。左利き。視力は左右共に0.01以下だったが、2008年8月レーシック手術で両目1.5に回復した。
mckj名義でラッパーとしても活動。サングラスにキャップを被ったスタイルが衣装の定番。元々はコントのキャラクターだったが、2006年に単独ライブで初披露したことをきっかけに音楽活動を始める。作詞、作曲、映像制作など、全てをセルフプロデュースしている。2012年1月26日にデビューアルバム『NK流儀』をネット流通で発売。発売後、数週間で1,500枚以上を売り上げたことにより、2012年2月15日にCD取扱い店で全国発売した。
また、湘南乃風に影響を受けたグループ『豊満乃風』をダイノジ大地、デッカチャン、どりあんず平井とともに2010年に結成。豊満乃風には、SHOCK-ZAI名義で参加し、2012年1月26日にデビューアルバム『豊満伝説』を発売。
小・中学時代のあだ名は「おおにゃ」。高校時代のあだ名は「ミッチェル」（当時ダイエーホークスに所属していたケビン・ミッチェルに似ていたから）。『銀座の恋の物語』の作曲家・鏑木創を叔父に持つ。実父は板前をしている。
埼玉県立大宮東高等学校時代は野球部所属。中学時代は野球と柔道を両立し野球は「蕨シニアリーグ」に所属、中学の部活動は柔道部で初段の経歴を持つ。他にサッカー審判員資格もある。阪神タイガースファン→2008年11月9日より埼玉西武ライオンズファン（本人のブログより）。
兄が島根定義（元ツインカム）と高校時代の同級生だった縁で、山本圭壱（極楽とんぼ）の野球チーム「TEAM神様」には芸人になる前から所属している。
- 伊藤 こう大（いとう こうだい、本名:伊藤 広大〈読み同じ〉、1981年3月19日（44歳）[1] - ）ツッコミ担当

岐阜県恵那市岩村町出身、岐阜県立恵那高等学校卒、東京工科大学中退。身長183cm、体重75kg。血液型B型。特技はドラム。上京後もしばらくはバンドの活動をしていた。バンド解散後、友人の助言でお笑いの道に進む。また、コンビの活動とは別にバンドでドラム、ギター、DJを披露している。2017年4月1日、「伊藤広大」から「伊藤こう大」に改名。2019年3月20日からブログをYahoo!ブログからアメブロへ移転。

## 略歴
NSC時代は別々のグループ（大江はコンビ、伊藤はトリオ）で活動していたが、卒業間近になってお互いのグループが解散。その後に大江が伊藤を誘う形で2003年にコンビとなる。コンビ名の名付け親は山本圭壱（極楽とんぼ）。まず『めでてーな』と名付けられたが、メンバーの2人が敬愛するという先輩の極楽とんぼ、ココリコと同じ『こ』で始まるコンビ名にしたかったために『こりゃ』を上に付け加えた。
2015年にキングオブコントで準決勝に進出。M-1グランプリでの最高成績は3回戦進出（2017年）、ラストイヤーとなった2018年は2回戦進出に終わる。2019年1月より、あなたの街に住みますプロジェクトの「埼玉県住みます芸人」として活動。

## 芸風

### ものまね
伊藤はものまねを得意としており、アニメ版『逆境無頼カイジ』の主人公、カイジのものまねが得意。『逆境無頼カイジ』の作者である福本伸行からも公認されている。カイジのみならず同アニメのナレーションのモノマネも得意で、カイジ役の萩原聖人とナレーション担当の立木文彦の前でネタを披露した事もある。特に立木には「もっと鬼気迫る感じで」と直接指導を受け、公認を得ている。一方、萩原は「認めてねえけどな」と語っていたと言う。ものまねではないが、2017年12月放送の『人生逆転バトル カイジ』(TBS)にも出演している。
『グラップラー刃牙』の名場面のものまねでは、ファンのツボを押えたマニアックなものまねで『やりすぎコージー』（テレビ東京）で絶賛された。バージョンアップ版としてDA PUMPの曲を歌いながら刃牙のものまねをするバージョンもある。『ものまねグランプリ〜究極のネタ祭り100連発!〜』（日本テレビ）では、松山ケンイチのものまねで出演。その他レパートリーには桐谷健太、北村一輝、田原俊彦、もう中学生などがある。
2011年頃より同期の玉城泰拙（セブンbyセブン）と共にユニットを結成し、楽屋での芸人のネタを中心にものまねを披露している。更にイチキップリンも加えた3人ユニット「楽屋ーズ」としても活動。2016年10月放送の『本能Z』(CBC)では、セブンbyセブン、とくこ、イチキップリンとともに「吉本ものまね軍団」として登場し、カイジのものまねを披露した。2022年には「ものまね三銃士」のユニット名で、「お笑いゲームネタNo.1決定戦 ゲームネタグランプリ」第1回で優勝。吉本興業の劇団アニメ座にも所属している。DB芸人としても、ミスター・サタンに扮して複数回出演している。
一方、大江は『とんねるずのみなさんのおかげでした』（フジテレビ）の「第14回博士と助手〜細かすぎて伝わらないモノマネ選手権〜」で、「覆面を被り巨漢レスラーに対してブレーンバスターを掛けることにこだわりまくるインディーズ団体のしょっぱいレスラー」のものまねを披露している。

### エンタの神様
『エンタの神様』（日本テレビ）においては「プラマイエンターテインメント」と称して、七・七・七・六の都々逸調などのリズムに乗って踊りながら「ヤバババイ、ヤバババイ」に始まり、「ヤバくなーい? スゲくなーい?」などの後に場面転換、「プラマイゼロ! むしろマーイ!」（マイナス）と言ってリズムが止まり、「はい、〇〇〇」を3回繰り返し、最後に「はい、ダメー!」で落とし、ネタの最後に「ワンツーバイバイヤバババイヤイヤイバイバーイ」で締めるのが主なパターンとなっている。
リズム芸は『エンタの神様』のプロデューサーである五味一男がテレビ用にプロデュースしたネタ。また、2008年1月19日放送のエンタの神様から「はい、ダメー!」のときに、両手を交差させ、バツマークを作るポーズをしている。

## 出演

### テレビ
- AGE AGE LIVE（ヨシモトファンダンゴTV）
- エンタの神様（日本テレビ）- キャッチコピーは「ヤバめの(+_+)（プラマイ）リズム」
- ワイ!ワイ!ワイ!（ヨシモトファンダンゴTV）
- フジケン（EXエンタテイメント）
- ブスの瞳に恋してる（フジテレビ）
- 出張!レッドカーペット（フジテレビ、2008年8月11日）
- 新春ホワイトカーペット（フジテレビ、2009年1月1日）キャッチコピーは「元旦から出番です」
- 爆笑レッドカーペット（フジテレビ、2009年8月29日、11月21日、2010年3月13日、4月18日、2013年4月27日）キャッチコピーは「逆におもしろい」
- とんねるずのみなさんのおかげでした （フジテレビ）
  - 博士と助手〜細かすぎて伝わらないモノマネ選手権〜（2009年3月26日）※大江のみ
  - 超豪華！男気＆モノマネ年末特大2時間半スペシャル（2013年12月26日）※伊藤のみ
- 爆笑レッドシアター（フジテレビ、2009年6月10日）「ホワイトシアター」に出演。
- しりすぎちゃん（日本テレビ、2009年7月18日）※伊藤のみ
- 快盗シノビーナ特別編～ビートたけし×所ジョージの2人テレビ（テレビ朝日、2009年8月30日）
- 爆笑トライアウト（NHK総合、2009年12月5日）
  - 会場審査で2位（501TP）となり、オンエアバトル挑戦権を獲得。視聴者投票は1位（1172票）。
- 爆笑オンエアバトル（NHK総合） 戦績1勝0敗 最高493KB
  - ※番組最後の初挑戦初オンエア獲得芸人となった。
  - 第12回チャンピオン大会 ファーストステージ敗退
- ものまねグランプリ～究極のネタ祭り100連発!～（2010年3月15日）※伊藤のみ
- やりすぎコージー（テレビ東京、2010年5月3日）※伊藤のみ
- あらびき団（TBSテレビ、2010年7月7日、11月30日）※伊藤のみ
- バカソウル（テレビ東京系、2011年10月1日 - ）※大江のみ
- 史上最大の大忘年会 さんまの全日本宴会芸コンテスト（フジテレビ、2011年12月26日）※伊藤のみ
- 流派-R（テレビ東京系、2012年2月3日）※大江のみ
- 芸人報道（日本テレビ、2012年2月20日） ※伊藤のみ、セブンbyセブン玉城と楽屋モノマネを披露
- ザ・狩人（日本テレビ、2012年5月18日、2012年5月25日、2012年6月8日） ※伊藤のみ
- どっちがスキ de SHOW（パチンコ★パチスロTV!、2012年7月1日・9月28日・2013年10月 - ）※伊藤のみ
- 赤川次郎原作 毒<ポイズン>（読売テレビ、2012年11月22日） ※大江のみ
- 爆笑そっくりものまね紅白歌合戦スペシャル（フジテレビ、2013年4月12日）※伊藤のみ
- カスペ!（フジテレビ）
  - アニメアカデミー～1億3千万人が選ぶ不朽の名作～（2013年7月30日）※伊藤のみ「劇団アニメ座」として出演
  - ドリームチーム対抗!最強!!ものまね紅白!史上初の頂上決戦スペシャル（2013年10月29日）※伊藤のみ
- ニッポン元気計画! 眠れるスター目覚ましバラエティ“ハックツベリー”（テレビ東京、2015年3月21日）※伊藤のみ「劇団アニメ座」として出演
- お願い!ランキング第一部（テレビ朝日 2015年8月12日、9月10日）※栗田貫一モノマネスパルタ塾出演
- 本能Z（CBCテレビ、2016年10月22日）※伊藤のみ
- オイコノミア（NHK Eテレ、2016年11月9日）※伊藤のみ
- NMB48須藤凜々花の麻雀ガチバトル! りりぽんのトップ目とったんで!（TBSチャンネル1、2017年3月26日）※伊藤のみ
- 人生逆転バトル カイジ[17]（TBSテレビ、2017年12月28日）※伊藤のみ
- 勇者ああああ～ゲーム知識ゼロでもなんとなく見られるゲーム番組～（テレビ東京 2017年9月28日、2018年3月15日）※伊藤のみ

### 映画
- ヒーローショー※伊藤のみ
- ズタボロ ※大江のみ オオヤノ役

### アルバムCD
- NK流儀（2012年1月26日）※大江のみ mckj名義
- 豊満伝説（2012年2月15日）※大江のみ 豊満乃風名義
- 渋谷 RAGGA SWEET COLLECTION 3（2013年9月18日）※大江のみ 豊満乃風名義 恋しくてfeat.SPICY CHOCOLATE
- 豊満伝説第2章（2013年10月23日）※大江のみ 豊満乃風名義
- ULTRAS2014（2014年5月12日）※大江のみ 豊満乃風名義 勝利の歌-AIDA-
- I❤FC MORE THAN EVER ～FLOWER COMPANYZ TRIBUTE～（2014年10月22日）※大江のみ 豊満乃風名義 真冬の盆踊り

### インターネット番組

#### ニコニコ生放送
レギュラー
- ベジータとカイジがゲーム実況シリーズ
  - ベジータとカイジがドラクエ3実況（2016年7月21日 - 2016年8月24日）※伊藤のみ
  - ベジータとカイジがレトロゲーム実況（2016年9月7日 - ）※伊藤のみ

単発・スペシャル
- 劇団アニメ座ニコニコ生放送!（2013年3月18日、2013年7月18日）※伊藤のみ
- ニコニコ超会議
  - 【ニコニコ超会議2】「KYORAKU吉本超8888888ブース」（2013年4月27日、4月28日）※伊藤のみ
  - 【ニコニコ超会議2016】超缶つまブース（2016年4月29日）※伊藤のみ
  - 【ニコニコ超会議2017】超結婚式 supported by ESCRIT（2017年4月29日）MCで出演
- 『R100』公開記念！「ご当地女王様決定戦」（2013年9月15日、2013年9月20日、2013年9月28日）※伊藤のみ
- N-1グランプリ2014 -presented by mixi-（準決勝:2014年5月18日、決勝:2014年5月25日）優勝 ※伊藤のみ
- パチスロ必殺仕事人 導入直前ニコ生（2014年7月22日）※伊藤のみ
- CRぱちんこAKB48「バラの儀式」公開記念ニコ生（2014年11月14日）※伊藤のみ
- ニコニコ国会議&AAA直前緊急特番（2014年12月2日）※伊藤のみ
- ニコニコ町会議
  - 町中継スタジオ in 大阪（2015年11月8日）※伊藤のみ
- コーエーテクモゲームス『進撃の巨人』完成発表会（2016年2月11日）※大江のみ
- ドラゴンクエストシリーズ ゲーム実況放送
  - ドラゴンクエストIV ゲーム実況（2016年6月18日）※伊藤のみ
  - ドラゴンクエストVII 7日間ゲーム実況（2017年2月24日）※伊藤のみ
  - ドラゴンクエストVIII ゲーム実況（2017年3月19日）※伊藤のみ
- ファミ通・電撃ゲームアワード
  - お笑いゲームネタNo.1決定戦 ゲームネタグランプリ（2022年3月12日）優勝 ※伊藤のみ (玉城泰拙（セブンbyセブン）、イチキップリンとのユニット「ものまね三銃士」として)
  - お笑いゲームネタNo.1決定戦 ゲームネタグランプリ 第2回（2023年3月18日）準優勝 ※伊藤のみ (玉城泰拙（セブンbyセブン）、イチキップリンとのユニット「ものまね三銃士」として)
    - ものまね三銃士生出演！ 「ゲームネタグランプリ 第2回」告知配信（2023年2月28日） ※伊藤のみ (玉城泰拙（セブンbyセブン）、イチキップリンとのユニット「ものまね三銃士」として)

#### その他のネット番組
- 平成ノブシコブシの破天荒ダメだし!（GyaO）※伊藤のみ
- オリエンタルラジオのマンガの日（ヤフー、2010年3月5日）
- おしゃべりやってまーすシリーズ（K'z Station）
  - おしゃべりやってまーす第2放送（2014年8月19日、2014年8月26日、2014年9月16日、2014年9月23日、2014年10月28日、2014年11月4日）※伊藤のみ
  - おしゃべりやってまーすF（2015年2月24日、2015年3月3日、2015年4月7日、2015年4月14日）※伊藤のみ
  - おしゃべりやってまーすS（2016年4月5日、2016年4月12日、2017年9月26日、2017年10月3日）※伊藤のみ
  - おしゃべりやってまーす第1放送（2016年4月26日）
- ベジータとカイジがドラゴンクエスト5 初見実況（YouTubeLive、2018年8月16日、2018年8月24日、2018年9月8日）※伊藤のみ
- にじさんじのくじじゅうじ (AbemaTV、2018年10月31日)

### ゲーム
- 龍が如く0 誓いの場所（2015年3月12日、PlayStation 4、PlayStation 3、セガ）‐カツアゲ君・大江健次役[18]（大江のみ）

### 舞台
- AGE AGE LIVE ヨシモト∞ホール
- 神保町花月「THE MOMO-TARO」、「戦場に響く歌声~Battle of comedy~」、「プリンス・オブ・サンタクロース」、「ミセス・ダディー(8期生公演のみ)」、｢ツチノコ村〜深き欲望の果て〜｣、「ロック54's」
- N-1グランプリ2014 -presented by mixi-（準決勝:2014年5月18日、決勝:2014年5月25日）優勝 ※伊藤のみ

### イベント
- 向清太朗（天津）プロデュース「アニ×ワラ」（2014年1月18日 - ）※伊藤のみレギュラーメンバー、ほぼ毎回出演

- ベジータとカイジがレトロゲームLIVE in 幕張（よしもと幕張イオンモール劇場、2017年4月29日）

### 「劇団アニメ座」
- 劇団アニメ座 （2010年11月15日 - ）※伊藤のみレギュラーメンバー、ほぼ毎回出演

### 単独ライブ
- 発気揚々のコッタちゃん 2005年8月8日 新宿シアターモリエール
- 威風堂々のエルガちゃん 2006年2月6日新宿シアターモリエール
- 和気藹々のキマラちゃん 2006年7月21日新宿シアターモリエール
- RE:START★ 2007年3月1日 劇場バイタス（無料ライブ）
- 第四回こりゃめでてーな単独ライブ 東京ストロングスタイル〜ボボ・ブラジル〜 2008年1月22日 笹塚ファクトリー
- 第五回こりゃめでてーな単独ライブ 東京ストロングスタイル〜ブルーノ・サンマルチノ〜 2008年7月14日 笹塚ファクトリー
- 第六回こりゃめでてーな単独ライブ 御無沙汰〜1337日ぶりの単独ライブ〜 2012年3月12日 新宿シアターブラッツ
- 第七回こりゃめでてーな単独ライブ 未来は僕等の手の中 2012年9月15日 ヤクルトホール
- 第八回こりゃめでてーな単独ライブハッとしてGood!グッときて！ラクーン！ 2014年7月20日 大宮ラクーンよしもと劇場
- 第九回こりゃめでてーな単独ライブ 恵那の岩村で哀愁でいと〜伊藤広大スーパー凱旋LIVE〜 2014年9月28日 岐阜岩村コミュニティーセンター
- 第十回こりゃめでてーな単独ライブ 初ルミネ単独で抱きしめてTONIGHT 2015年3月28日 ルミネtheよしもと

### トークライブ
- おはなしクマさん 2006年9月 渋谷シアターD
- こりゃめでてーなトークライブ #1キャンディ・カフェ〜音と食とお喋りの店〜 2008年7月30日 ONE-KOENJI
- こりゃめでてーなトークライブ #2〜まだまだ夏休みです〜 2008年9月1日 ONE-KOENJI
- こりゃめでてーなトークライブ #3〜秋と言えば何よっ!?〜2008年10月8日 ONE-KOENJI
- こりゃめでてーなトークライブ #4〜爆笑ぼうねんかい〜2008年11月26日 ONE-KOENJI
- こりゃめでてーなトークライブ #5〜爆笑クリスマスイブイブイブイブ…イブ×12〜2008年12月13日 ONE-KOENJI
- こりゃめでてーなトークライブ #6〜1月31日13時に予約して2月11日15時に集合〜2010年2月11日 ONE-KOENJI
- こりゃめでてーなトークライブ #7〜結成7周年プラス出陣式〜2010年3月11日 ONE-KOENJI
- こりゃめでてーなトークライブ #8〜室内でお花見をしてみよう〜2010年4月11日 ONE-KOENJI